# Jaime Bustamante
Jaime Bustamante (Cúcuta, Norte de Santander, Colombia; 21 de abril de 1980) es un exfutbolista colombo-venezolano. Jugaba como defensa central. Fue internacional con la Selección de fútbol de Venezuela y campeón en 6 oportunidades con el Caracas FC y su único título internacional lo consigo en la Copa Merconorte con Millonarios.

## Trayectoria
Es un futbolista colombo-venezolano como consecuencia de nacer en frontera. Estuvo con el Millonarios desde el año 2000 hasta el 2005, además fue cedido a préstamo 6 meses al club La Equidad.
Con el Millonarios logró un título de la ya desaparecida Copa Merconorte y además participó en la Copa Sudamericana en el año 2004.
De Millonarios fue traspasado al Caracas FC donde ha jugado Copa Libertadores en 6 oportunidades seguidas.
Nuevamente campeón con el Caracas FC en las temporada 2005-2006, 2006-2007, 2008-2009 y 2009-2010.[cita requerida]
El junio de 2012 fue contratado por Associação Desportiva São Caetano dóndo firmó un contracto por dos temporadas. Allí fue compañero de Rivaldo y Álvaro Montero.

## Selección nacional
Debutó con la Selección de fútbol de Venezuela el 31 de marzo de 2010, enfrentando a la Selección de fútbol de Chile, en la ciudad de Temuco (Chile).

### Estadísticas
| Detalle       | Juegos | Goles |
| ------------- | ------ | ----- |
| Convocatorias | 7      | 0     |
| Titular       | 5      | 0     |
| Suplente      | 2      | 0     |
| Total         | 7      | 0     |

## Clubes
| Club        | País      | Año        |
| ----------- | --------- | ---------- |
| Millonarios | Colombia  | 2000- 2002 |
| La Equidad  | Colombia  | 2003       |
| Millonarios | Colombia  | 2003- 2005 |
| Caracas F.C | Venezuela | 2005-2011  |
| Zamora F.C  | Venezuela | 2012       |
| São Caetano | Brasil    | 2012-2013  |
| Aragua F.C  | Venezuela | 2013-2015  |

## Palmarés

### Campeonatos nacionales
| Título           | Club       | País      | Año     |
| ---------------- | ---------- | --------- | ------- |
| Primera División | Caracas FC | Venezuela | 2005/06 |
| Primera División | Caracas FC | Venezuela | 2006/07 |
| Primera División | Caracas FC | Venezuela | 2008/09 |
| Copa Venezuela   | Caracas FC | Venezuela | 2009    |
| Primera División | Caracas FC | Venezuela | 2009/10 |

### Copas internacionales
| Título          | Club        | País     | Año  |
| --------------- | ----------- | -------- | ---- |
| Copa Merconorte | Millonarios | Colombia | 2001 |